# Comida e a família real escocesa
Alguns dos palácios reais escoceses restantes e em ruínas têm cozinhas, e os salões ou câmaras onde a comida era servida, e quartos onde a comida e talheres eram armazenados. Há um extenso registro de arquivo da cozinha real do século XVI na série de contas de famílias nos Registros Nacionais da Escócia, conhecido como Liber Emptorum, Liber Domicilii e Despences de la Maison Royale, que são registros diários da compra de comida e bebida. As cozinhas reais na década de 1530 empregavam cerca de 60 pessoas. O suprimento de alimentos para a casa real era conhecido como "mobília" e geralmente administrado pelos Mestres da Casa.

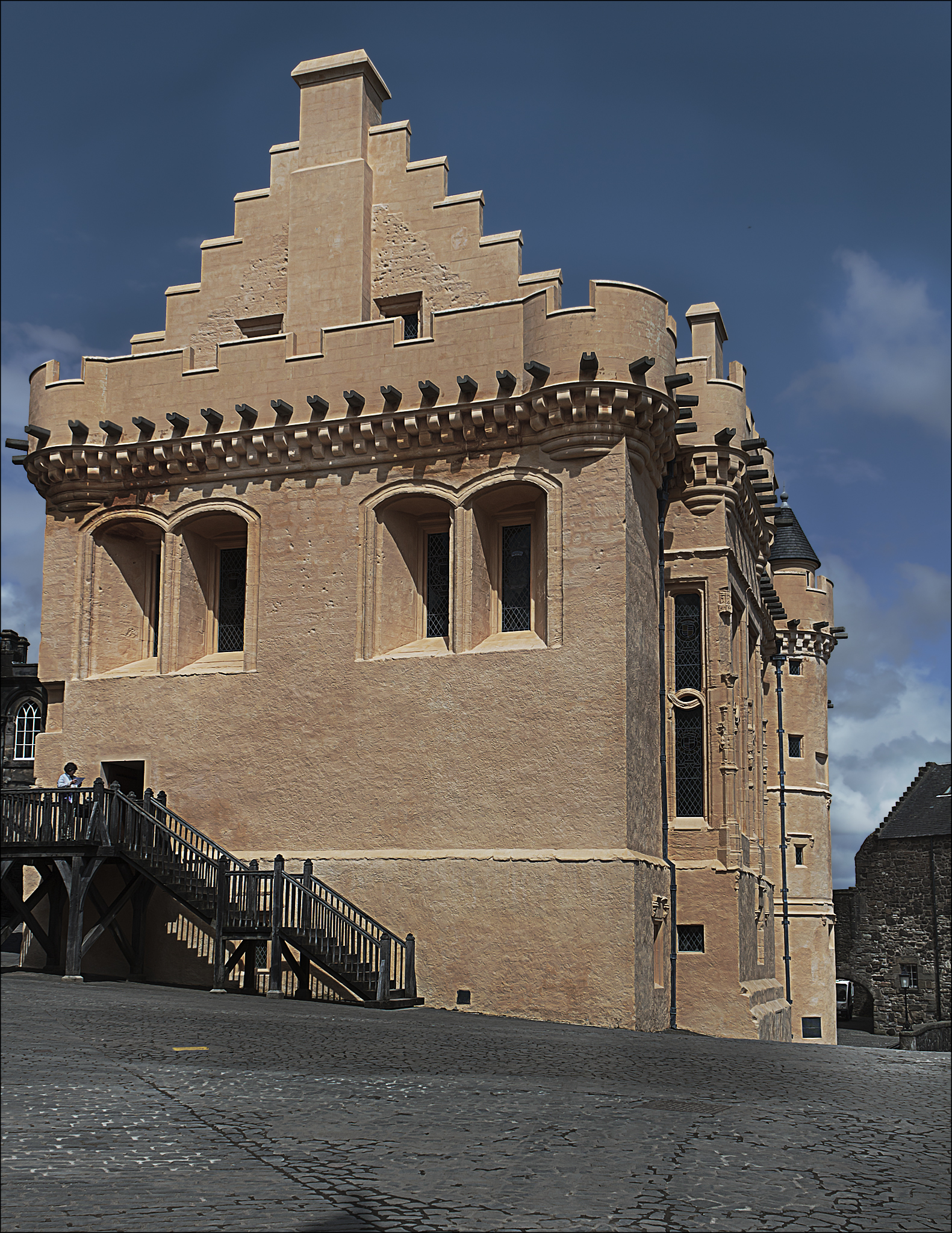
O Grande Salão do Castelo de Stirling foi construído por Jaime IV da Escócia para hospedar banquetes que intimidassem sua nobreza

## Cozinhas nos palácios reais

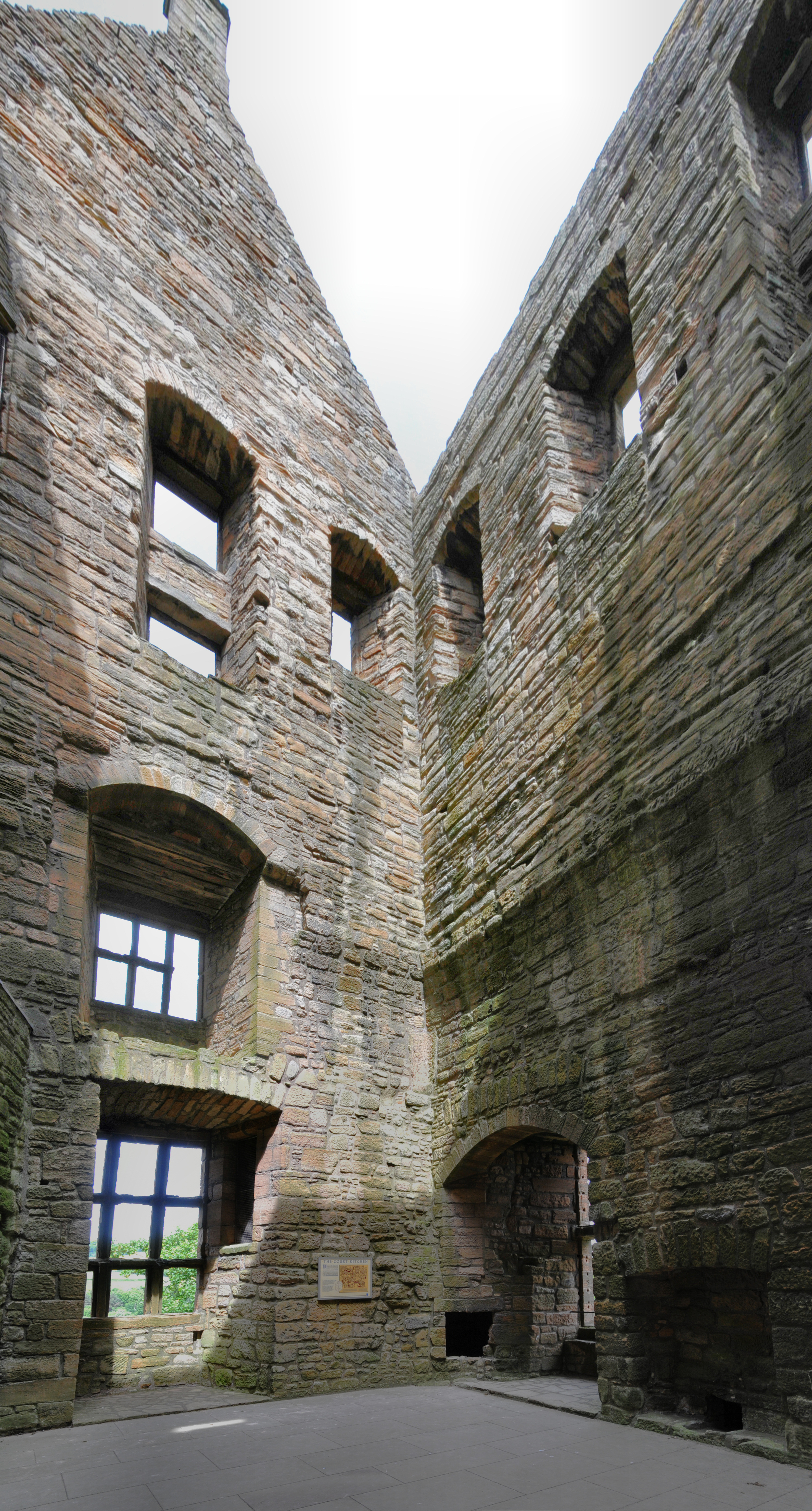
A cozinha do tribunal no Linlithgow Palace

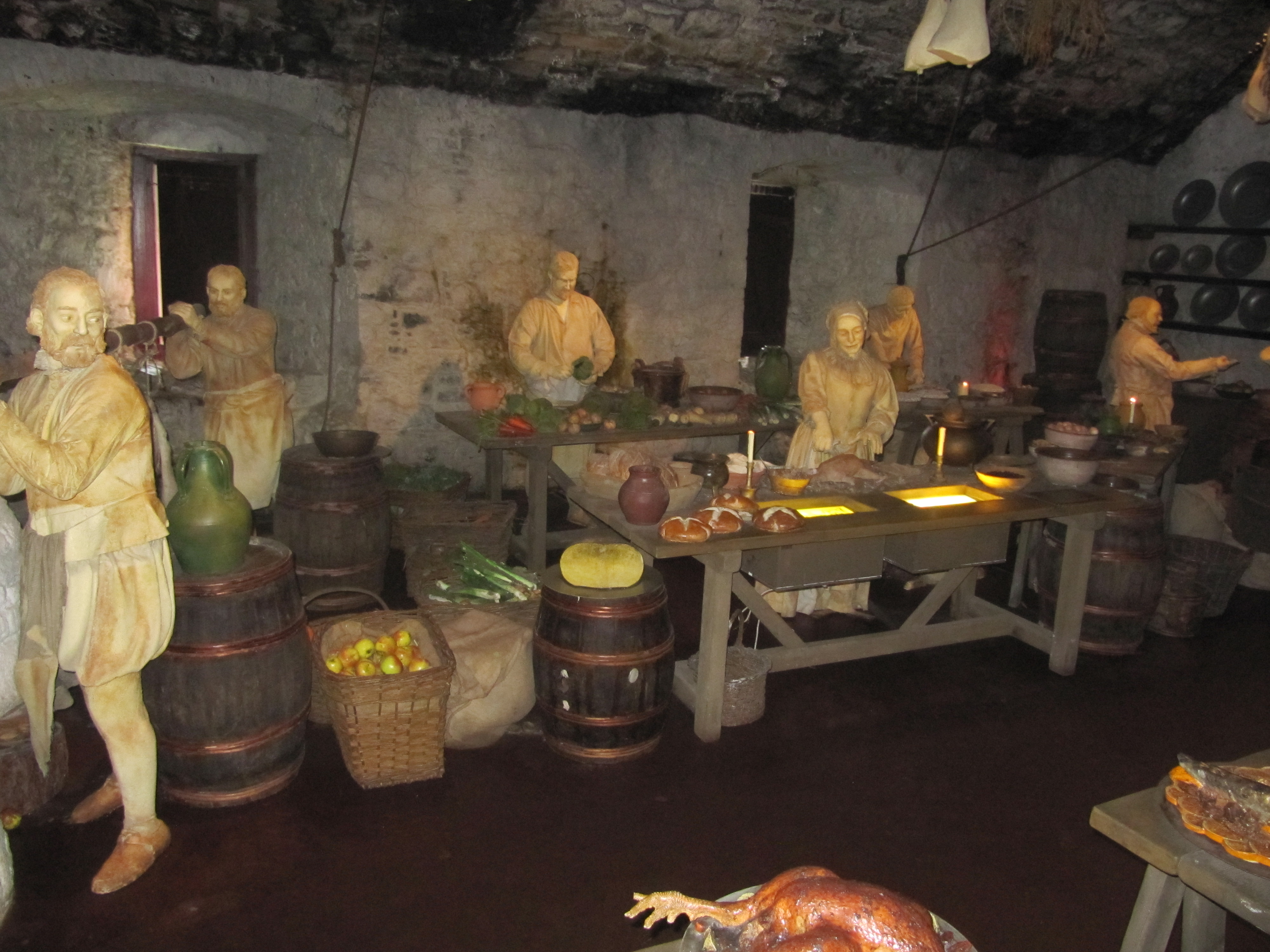
A vitrine da cozinha no Castelo de Stirling

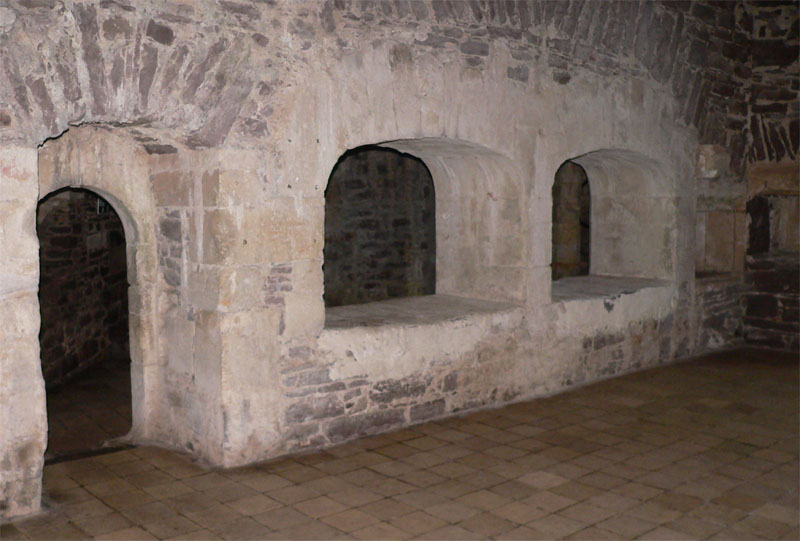
Escotilhas de servidores de cozinha no Castelo de Doune

Não há estoques do século XVI de equipamentos de cozinha nos palácios. Há referências à fabricação de móveis, como os baús ou "grandes gavetas" feitos para a despensa mesquinha e a casa de vasos de prata em Stirling em 1532 feita de "tábuas de Eastland". Os mesmos carpinteiros cobriam ou dividiam um espaço chamado "toucador de cozinha", onde a comida era preparada para servir. Eles fizeram uma mesa de carvalho para o toucador, uma moldura para a portinhola de servir e uma arca para salmão seco. Quatro jardineiros melhoraram uma horta e semearam alface e tomilho.
Duas frigideiras de ferro foram compradas para a cozinha do rei em 1525 e um novo estanho foi comprado para o Natal, incluindo quatro carregadores para a mesa do rei e outros pratos e pratos ingleses. Murdo Stirling, pâtissier de Maria de Guise, comprou quatro ferros para waffles em março de 1539 e, em junho de 1540, supervisionou a instalação de fornos nos navios do rei, incluindo o Salamander para uma viagem às Orkney.
Um novo forno de pedra no Palácio de Holyrood em 1532 tinha um piso feito de pedra calcária especialmente selecionada de North Berwick . O telhado da cozinha foi dotado de uma grelha para ventilação, semelhante a uma colmeia, uma "áifa na heid do samen para o respiradouro mair".
Algum equipamento de cozinha foi incluído em um inventário de artilharia no Castelo de Edimburgo em março de 1567. Pode representar uma cozinha dentro de uma Torre de Cozinha mais antiga que servia aos artilheiros do castelo. Havia um brander de ferro ou grade de ferro, duas prateleiras de ferro, dois espetos e duas mesas de toucador. Na nova padaria, havia uma tábua de cozimento, uma viga de armazenamento e uma calha. Havia moinhos manuais para moer o trigo em uma adega. Uma cervejaria continha uma "cuba de mascaramento", uma caldeira, uma cuba "gyle" e um "cumming", que era um vaso usado nas cervejarias. Itens com nomes semelhantes aparecem nos inventários de outras casas e castelos escoceses.
Mais kitchenalia foi detalhada em um inventário de 1562 do Conde de Moray, o meio-irmão de Maria, Rainha dos Escoceses, incluindo; conchas desnatadas, frigideiras, frigideiras de ganso, ferros de assar, pilões e almofarizes, um caldo em bloco e um caldo de carne (carne), facas de vestir, um ancinho de carvão e pratos e recipientes de estanho.

### Stewart silver
James V tinha vários itens de prata e prataria dourada para a mesa e para exibir no armário do corredor. Em 1531, ele adquiriu uma quantidade de placas de prata de Nicholas Cannavett ou Canivet, controlador francês de Dunbar, incluindo duas valetadeiras quadradas com recipientes de sal no canto. Eles estavam no Castelo de Edimburgo em 1543 com outros tesouros, como uma taça de prata que dizem ter pertencido a Robert the Bruce. Maria, Rainha da Escócia, levou talheres gravados com as armas reais em seu navio para a França em 1548 para a cuisine de bouche. Jaime V tinha dois navios de prata dourada ou nefs para a mesa, seu neto Jaime VI os enviou para conserto por um ourives de Canongate, James Acheson, em 1602.
Parte da prata da família foi derretida pelo regente Moray em 1567. James VI adquiriu uma xícara feita de um ovo de avestruz montado em prata em 1589. Em outubro de 1590, o dono da adega Jerome Bowie e o dono da casa, Andrew Melville, fizeram um inventário da prata nova e velha guardada no armário com as peças mantidas para uso diário por Francis Galbraith na despensa do rei.

### Palácio Linlithgow
As cozinhas do Palácio Linlithgow estão em três níveis dentro da torre na extremidade norte do Grande Salão. Eles foram modificados em 1464, 1470-1 e 1539. Algumas alterações foram ocasionadas por subsidência. A cozinha do tribunal fica ao lado do Grande Salão. O quarto ao lado era provavelmente a casa das especiarias. Em agosto de 1539, James Hamilton de Finnart foi pago para reconstruir a cozinha do rei com uma lareira, um forno e uma sala para vasos de prata e outra para guardar carvão. Há um poço na cozinha "laich" inferior.
A adega fica sob os aposentos reais no lado oeste. Uma mísula de pedra esculpida retrata uma figura bebendo. O museu do palácio tem um garfo de enguia usado para capturar enguias no lago.

### Castelo de Stirling
Adegas abobadadas que serviam de cozinha no Castelo de Stirling foram descobertas em 1920. Isso incluía uma padaria e despensa para pão. Havia um espaço de cozinha e um "vestiário" para o preparo de alimentos. Esses espaços de preparação abrem-se para um corredor que provavelmente se ligava ao corredor. Outra cozinha separada foi fornecida para Jaime IV em seu alojamento agora conhecido como Antigo Edifício do Rei, e havia uma "despensa pequena", despensa e adega. Jaime V e Maria de Guise tinham cozinhas no porão do novo palácio. A localização da cervejaria do castelo não foi descoberta.
Em 1533, um padre James Nicholson estava encarregado da estrutura da construção em Stirling e também alimentava guindastes, garças, pavões e abetões para a mesa do rei. Em março de 1558, o carpinteiro Sandy Lawson fez um armário para a cozinha de Maria de Guise chamado de "gardemange", e um pedreiro, Alexander Loverance, construiu uma passagem da cozinha da rainha para uma escada.

### Palácio Dunfermline
No Palácio de Dunfermline podem ser vistos alguns vestígios de uma cozinha que servia tanto a sala de alojamento real como o refeitório monástico no século XV. Também há vestígios de uma segunda cozinha que serve os aposentos reais.

### Palácio das Malvinas
No Palácio das Malvinas havia uma cozinha para servir ao grande salão demolido na extremidade do jardim do bairro leste em ruínas. Uma padaria em uma área de cozinha de adega na torre leste tem uma escada de serviço que dá acesso aos alojamentos reais do primeiro andar no bairro leste na outra extremidade. Outra cozinha na torre da portaria servia de alojamento para o guardião.
As contas sobrevivem para a estada de Carlos II em julho de 1650. Sua comida era temperada com açafrão, noz-moscada, canela, cravo e gengibre. Cada torta fornecida para a mesa do rei tinha meio quilo de açúcar, enquanto as tortas para cortesãos menores exigiam apenas meia libra. Descobriu-se que um servo do alfaiate do rei havia pegado um dos guardanapos reais e retirado as iniciais bordadas.

### Palácio de Holyrood
Embora as antigas cozinhas e o Grande Salão do Palácio de Holyrood tenham sido demolidos, a sala de jantar, um espaço íntimo no quarto de dormir real, onde Maria, Rainha dos Escoceses jantou com David Rizzio, ainda pode ser vista. No dia seguinte à morte de Lord Darnley em Kirk o 'Field, a serva conhecida como "Paris Francesa" foi ao quarto da rainha para pendurar sua cama com velas pretas e acesas de luto. Uma dama de companhia, Marie, Lady Seton deu-lhe um ovo frito no café da manhã, presumivelmente preparado na lareira da suíte real.
Um arauto inglês, John Young, escreveu sobre etiqueta e arranjos de assentos nas refeições durante a recepção de Margaret Tudor em Holyrood em 1503. Ele menciona alguns pratos no jantar após seu casamento em 8 de agosto. O primeiro prato envolvia uma cabeça de javali dourada em uma travessa, um bom pedaço de músculo e presunto de pernil. Além dessas iguarias, Young não especifica outros alimentos. Os ingredientes dos músculos, cabeça de bezerro e geléia ou gelatina são frequentemente mencionados em livros posteriores da casa real escocesa. Um menu para todo o banquete sobreviveu, copiado para uma crônica de Londres. Ele enumera os mesmos três pratos de abertura do primeiro prato como, "A cabeça dos Borys solenemente escaldada, Sheydis & Rondis de Braun com mostarda, Gambonys de Bacon com pestes de porco". As sobremesas eram servidas com "pudim royall". O vinho temperado " Hippocras " foi feito pelo boticário John Mosman.

## O banquete do conde de Atholl em Glen Tilt

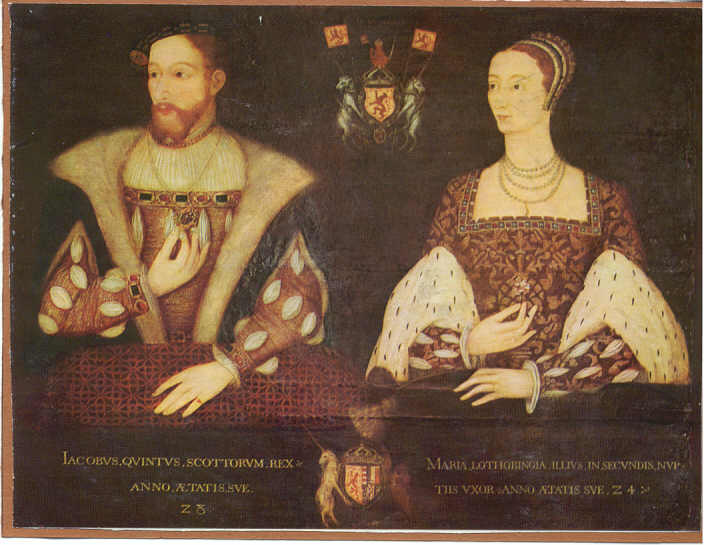
Retrato duplo de Jaime V e Maria de Guise, Palácio das Malvinas

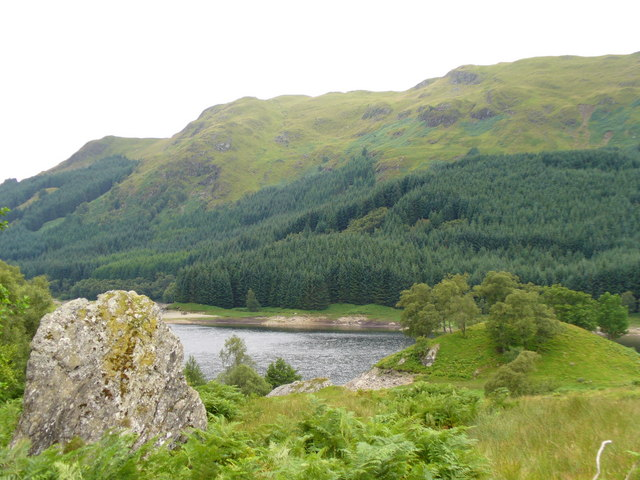
Jaime V e Maria de Guise foram para Glen Finglas juntos em agosto de 1538. Ela foi embora primeiro.

Uma crônica escrita por Robert Lindsay de Pitscottie na década de 1570 descreve um banquete preparado pelo Conde de Atholl para Jaime V para impressionar um embaixador papal. Este evento parece ter ocorrido em 1532 em uma cabana de madeira temporária construída como um castelo em Glen Tilt perto de Pitlochry. O banquete, representado por Pitscottie, incluiu:
todos os tipos de carnes (alimentos), bebidas, iguarias que eram obtidas naquela época em toda a Escócia, tanto em burgh quanto em terras que podiam ser obtidas com dinheiro; isto é, todo tipo de bebida, como ale, cerveja, vinho, tanto vinho branco quanto clarete, malvassy, musticat e allicant, inchethrist (ou hipocras) e aqua vitae . Além disso, havia de carnes, de pão, pão branco principal breid e pão de gengibre, com carne (carnes), boi, carneiro, cordeiro, astúcia (coelho), garça, cisne, ganso selvagem, perdiz e tarambola, pato, "galo brissill "(perus) e powins (pavões) junto com galo preto e galinhas charnecas e tetrazes e também o fedor (fosso) que rodeava o palácio era sowmond (estocado) cheio de todos os peixes delicados, como salmão, truta e poleiros, lúcios e enguias e todos os outros tipos de peixes delicados que podiam ser encontrados em águas doces estavam todos prontos para serem preparados para o banquete. Desde então, havia mordomos adequados e padeiros astutos e também excelentes cozinheiros e pattisiers com doces e remédios para suas sobremesas.
Existem registros de várias outras viagens reais de caça. A comida era trazida de outro lugar. Desde o século 15, havia um Hunt Hall em Glen Finglas para acomodar o grupo real. James IV foi ao Hunt Hall em julho de 1492. Em agosto de 1505, ele foi abastecido com produtos lácteos por duas mulheres de Duntreath, e enguias e lúcios do Lago de Menteith. Em agosto de 1538, Jaime V e Maria de Guise, com seis damas à espera, foram a Glen Finglas, trazendo provisões compradas em Stirling. Mary, Queen of Scots passou três dias em Glen Finglas em setembro de 1563 James V ficou em Cultybraggan perto de Comrie para caçar veados em setembro de 1532, trazendo pão, cerveja e peixe de Stirling. Ele frequentemente caçava em Glen Artney.

## O registro de arquivo

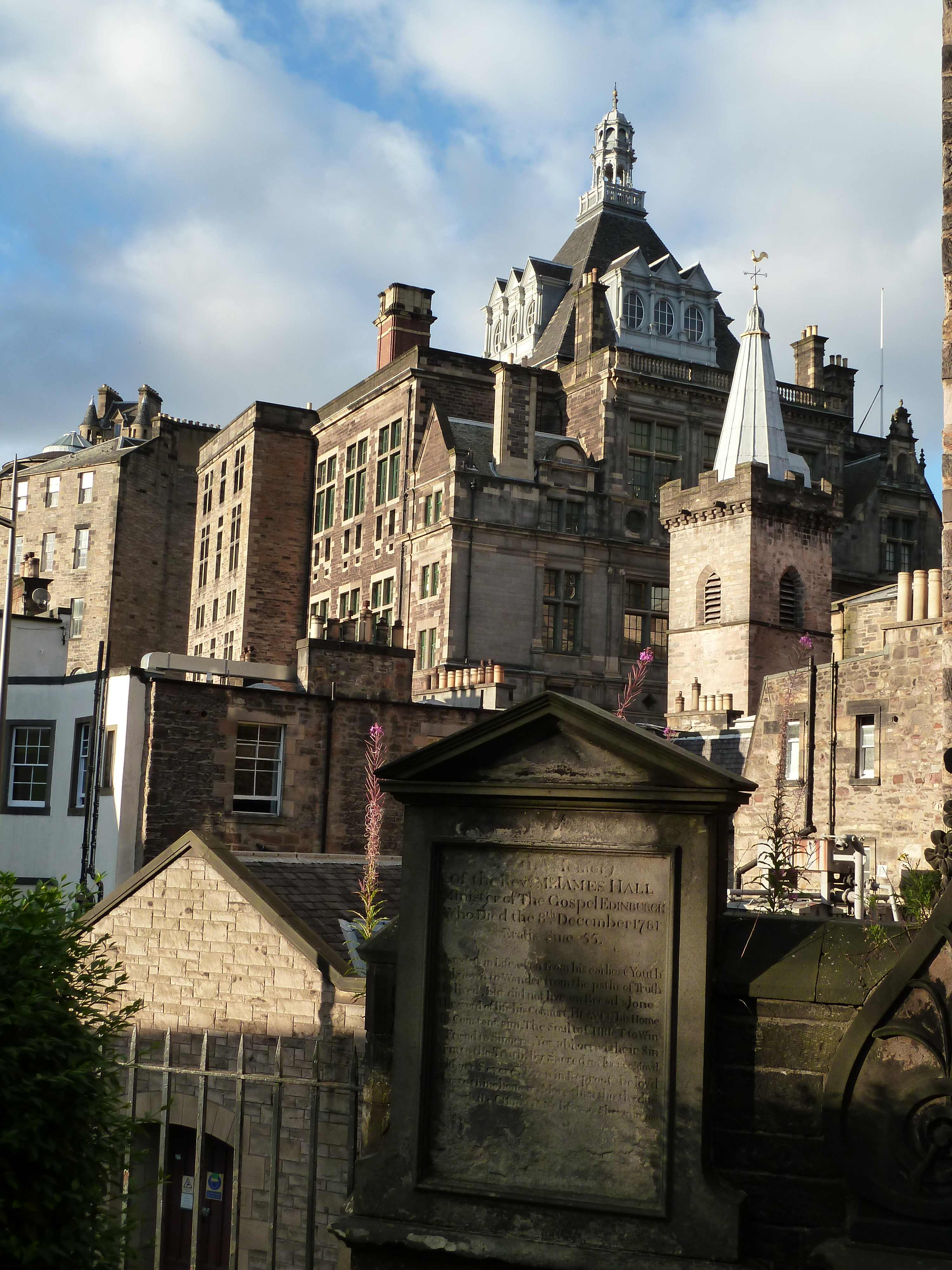
Lucros feitos por Michael MacQueen e Janet Rynd com o comércio de especiarias construíram a torre da Capela Magdalen em Edimburgo

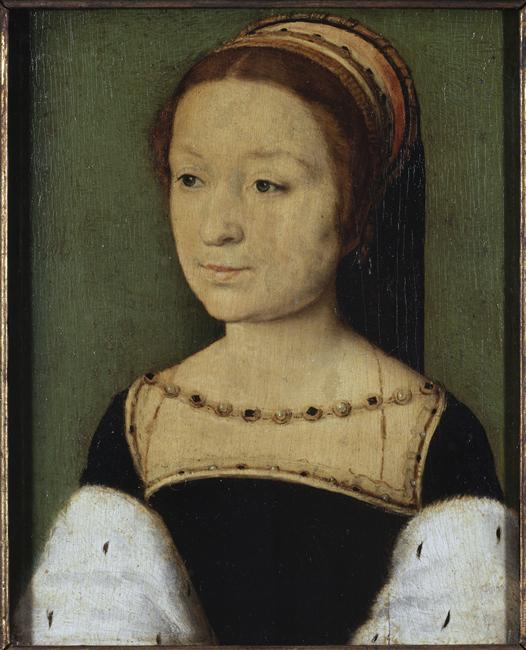
Jaime V voltou de uma viagem à França com Madeleine de Valois e 1.762 libras de banha de porco salgada

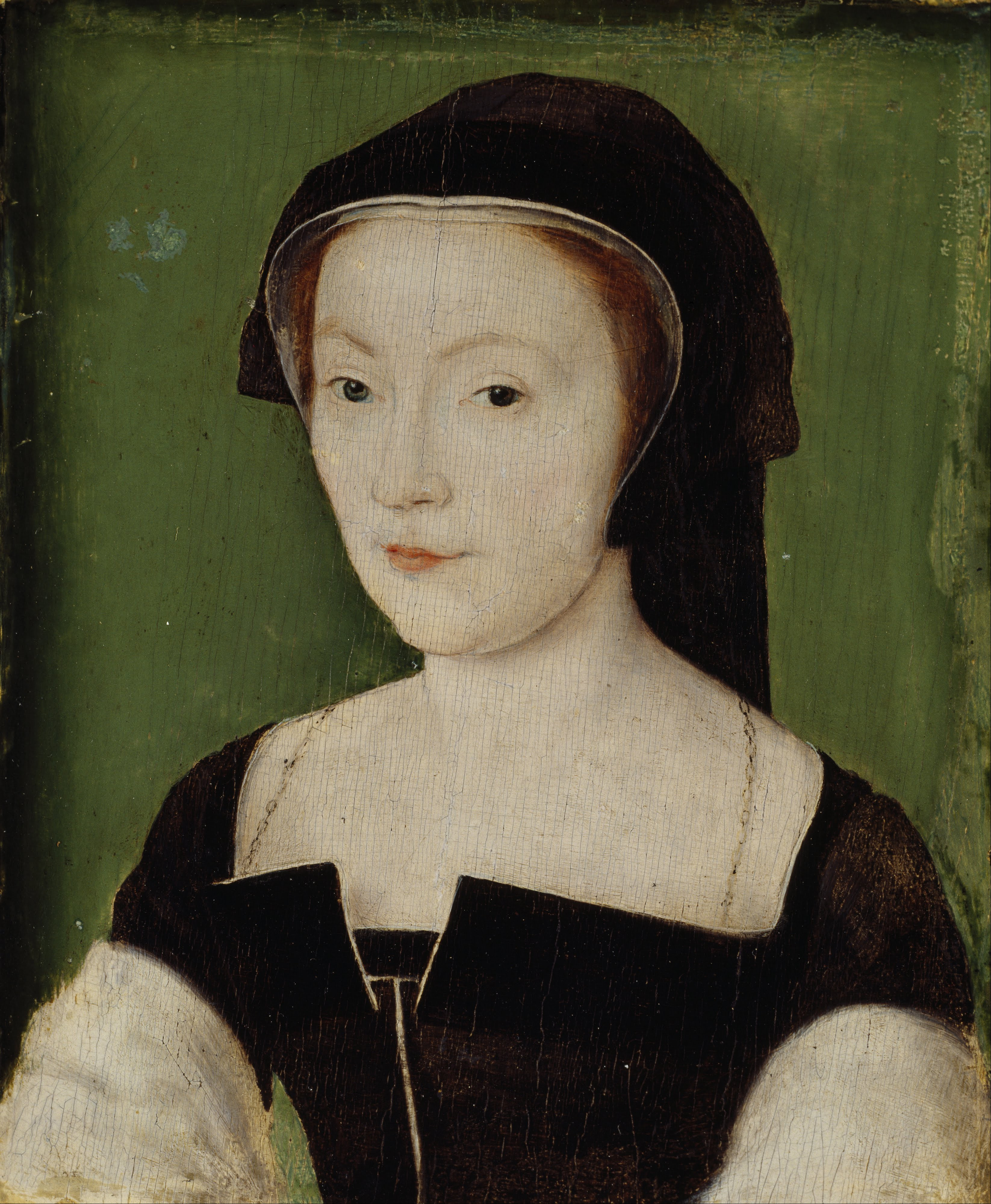
Maria de Guise degustou um pastel de porco ao estilo francês trotters à la sauce Madame durante uma viagem ao Palácio das Malvinas em janeiro de 1540

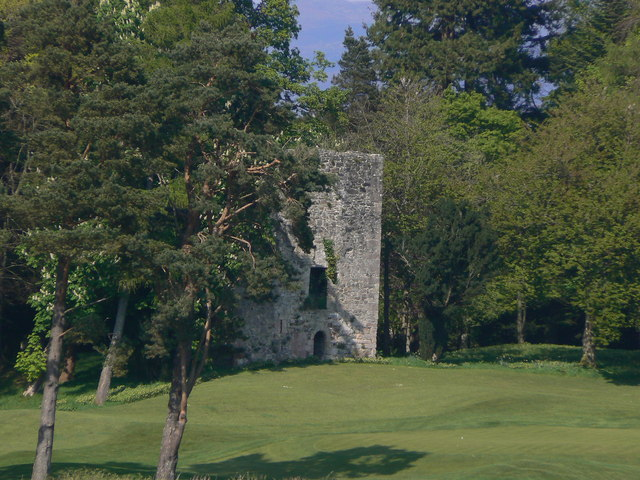
Maria, Rainha da Escócia e sua família desfrutaram de uma ceia de peixe no Castelo Rossdhu nas margens do Loch Lomond em 17 de julho de 1563

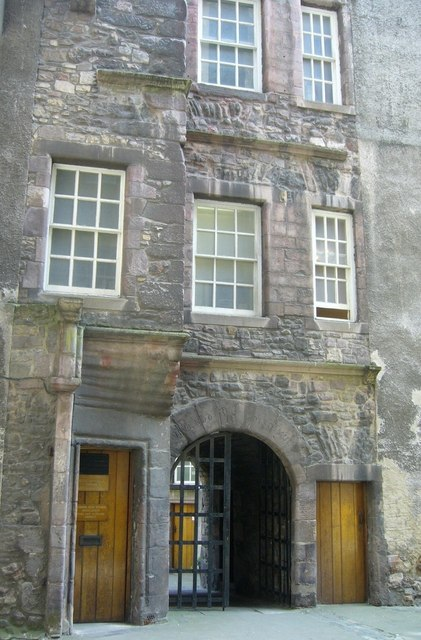
Um banquete ricamente documentado foi realizado no Tribunal de Riddle no Lawnmarket de Edimburgo em 2 de maio de 1598

Os salários e honorários dos empregados da cozinha real podem ser encontrados nas contas do controlador, publicadas como Rolos do Tesouro, que incluem algumas compras de alimentos. Por exemplo, James IV forneceu um navio para os servos de Perkin Warbeck com carneiro, barris de salmão e arenque e bacalhau seco. Na mesma época, os oficiais de Jaime IV vendiam lã, carne de carneiro e intestinos de ovelha. Quase todos os trabalhadores da cozinha mencionados eram homens, exceto a lavadeira de roupas, Margaret Musche em 1496. O Tesouro rola para 1507 o recorde de dois cisnes que custam 12 xelins comprados para um banquete, uma compra omitida por engano dos livros domésticos.
Um infeliz controlador, James Colville, foi demitido em 1538 e acusado de traição por sua amizade com a família Douglas. Ele foi pessoalmente responsabilizado por £ 879 em cera, especiarias e outros bens fornecidos à casa por um comerciante de Edimburgo, William Tod. O próximo controlador, David Wood de Craig, foi promovido a Mestre da Despensa do Rei. Wood observou que os fornecedores poderiam, "se sua consciência lhes servir", reivindicar o pagamento várias vezes, já que as contas reais eram mantidas de tal forma que os pagamentos não eram registrados.
Livros domésticos desde o reinado de Jaime IV em 1511 até o fim do governo do Conde de Arran como Regente em 1553 sobrevivem nos Arquivos Nacionais da Escócia em duas séries, conhecidas como Liber Domicilli (NRS E31) e Liber Emptorum (NRS E32). Estes são escritos em latim. As duas séries duplicam resumos diários de compras de alimentos. Os livros do Liber Emptorum também contêm listas de compras extras chamadas "não custos", incluindo cordão para pendurar aves na despensa. Jaime IV deu um banquete no Natal de 1511, convidando um embaixador francês. Serviram-se cordeiro, leitões, codornizes, tarambolas, narcejas, com coelhos jovens e grande quantidade de geléia de pé de bezerro. Um extrato de livros domésticos dando uma idéia da dieta de Jaime V em sua minoria e os primeiros anos de seu reinado foi publicado em 1836.
A cada dia, o paradeiro e os movimentos do monarca eram anotados. Esses registros foram frequentemente consultados por historiadores e citados para os itinerários reais e datas significativas. Por exemplo, em 11 de junho de 1533, James V foi em peregrinação ao santuário de St Ninian em Whithorn por uma semana, cavalgando primeiro para Glasgow, enquanto a maior parte da casa permaneceu no Castelo de Stirling. Em 4 de agosto de 1536, James V chegou de navio em Whithorn à noite e cavalgou para Stirling, registrado como "Ista nocte dominus rex rediit de navibus apud Candidam Casam et equitavit contra Stirling". Em 10 de março de 1539, James estava em Edimburgo e compareceu ao julgamento e queima de homens acusados de heresia após a apresentação de uma peça de paixão em Stirling, "Accusatio haereticorum et eorum combustio apud Edimburgo. Rege presente ".
Os livros domésticos incluem provisões compradas para viagens de caça, festas de casamento (para as filhas do regente Arran), banquetes no Grande Miguel, toalhas de mesa e sabonete para sua roupa suja e panos de bebês reais. Além das refeições regulares, às vezes o monarca tomava drinques à tarde, principalmente no campo de caça. Despesas ocasionais incluem balsas e transporte. Gengibre, pimenta e linho para o cozinheiro foram fornecidos a James V por Michael McQueen, que com sua esposa Janet Rynd fundou a Capela Magdalen no Cowgate de Edimburgo.
A carne incluía bife salgado das Orkney, carneiro, cabeças de bezerros e pés de boi. Os intestinos de cordeiro comprados para um banquete em St Andrews para dar as boas-vindas a Maria de Guise na Escócia provavelmente foram usados para preparar uma espécie de haggis. Uma grande variedade de peixes e frutos do mar foi servida, incluindo cavala, arenque Loch Fyne, congro, baleias secas, baleia e toninha. As aves de capoeira e aves incluem galinhas charnecas, dotterel, cisnes, codornizes e tetraz . Os coelhos eram fornecidos nos bairros de Dunbar e coelhos bebês assados eram uma iguaria. Sexta-feira foi um dia de pesca. Os secretários consideravam vários dias do ano como dias de festa dos santos. Claret, tavern ale e cerveja importada da Alemanha. James V foi fornecido pelas esposas da cerveja de North Berwick em suas visitas ao Castelo de Tantallon. Quando o regente Arran visitou o Castelo Craignethan com Henri Cleutin, vinho e cerveja eram fornecidos por tavernas em Lanark. Os presentes de alimentos são anotados na seção de descontos com recompensas dadas aos servos dos doadores. O favorito de James V, Oliver Sinclair, trouxe 196 coelhos Dunbar para o Natal de 1539.
Na Páscoa de 1526, quando tinha 14 anos, Jaime V distribuiu cerveja e 14 pães para os pobres em Edimburgo. Os cozinheiros de James V em 1525 foram Hugh Johnston e Walter Gardener. Em abril de 1533, Thomas Marschall ficou encarregado das compras durante a visita do rei a Perth e foi posteriormente descrito como cozinheiro-chefe.
Algumas páginas cujas seções principais dos relatos têm ilustrações ou rabiscos, incluindo um unicórnio, um cardo e uma rosa, Lucretia e a figura de um homem com uma tenda ou pavilhão, com o lema "spes fove". O lema também foi usado por Robert Denniston ou Danielstoun, reitor de Dysart, cujo irmão William Danielstoun era o guardião do Palácio Linlithgow.
Quando James V voltou da França com Madeleine de Valois, ele comprou barris de azeite e verjuice, clarete e vinho branco, e nada menos que 1.762 libras de banha salgada, como um compromisso para abraçar a cozinha francesa. Em julho de 1537, Madeleine estava doente em Holyrood, foi dito por espiões ingleses que o rei "mantém uma casa tão pequena que há apenas seis bagagens de carne permitidas em sua casa". Várias palavras escocesas sobre comida são emprestadas do francês, e exemplos de uma lista de palavras emprestadas tabuladas pelo historiador William Tytler em 1790 são frequentemente citados.
Um relato do chefe da bolsa de Tiago V em 1539 em 1540 inclui recompensas dadas aos servos que trouxeram presentes de comida. Henry Wardlaw de Kilbaberton enviou um javali e Lady Erskine enviou lampreias para ele. Quando o rei e Maria de Guise estavam no castelo Ravenscraig, comeram lúcios e enguias de Loch Leven, e o conde de Huntly trouxe aqua vitae e veado para as Malvinas. James V também comeu lúcios do Lago de Menteith e douradas de Lochmaben.
Em março de 1549, as baleias encalhadas na ilha de Cramond ou perto dela foram salgadas e embaladas em barris. O regente Arran mandou quatro barris para o Palácio de Seton. Algum óleo de baleia foi comprado para uso no Castelo de Edimburgo. As baleias encalhadas eram uma propriedade valiosa e, em 1597, Andrew Balfour de Montquhanie rivalizou com o conde de Orkney pelos direitos dos destroços em Westray.
Na conclusão da guerra conhecida como Rough Wooing, em 21 de maio de 1550, o regente Arran ofereceu um banquete em seu alojamento em Edimburgo para o irmão de Maria de Guise, Claude, Marquês de Mayenne, que havia sido refém na Inglaterra para as negociações de paz. O salão de banquetes foi decorado com a tapeçaria real, bancos e banquetas foram estofados com tecido verde e veludo roxo por John Frog, e um novo traje em lã preta e veludo foi comprado para Elizabeth Murray, que serviu ou se apresentou no banquete.

### Maria, Rainha da Escócia
Um registro semelhante existe para Maria de Guise e Maria, Rainha dos Escoceses, escrito em francês e conhecido como Despences de la Maison Royale. Este registro também foi consultado para o itinerário real. Normalmente, o manuscrito mostra que no domingo, 9 de janeiro de 1540, Maria de Guise jantou no Castelo de Burleigh e jantou no Palácio das Malvinas. Bife, carneiro, ganso, tarambola e perdizes faziam parte do cardápio do jantar, e nas Malvinas havia boi, carneiro, porco, aves e coelho. O confeiteiro fez uma torta de perdiz, uma pasta de pés de porco ao molho Madame e craquelim. Pratos feitos para a mesa comum também foram listados, incluindo pastéis para pratos.
Nessa época, Maria de Guise pagava pela comida de sua casa com sua própria renda, e não com a renda de seu marido. Um 'Livro do Pão' de 1549, durante os anos antes de ela se tornar regente, registra as ofertas de pão para seus cortesãos e família. O livro Bread menciona pessoas chamadas de "Morys", talvez servos de origem africana ou os cavaleiros espanhóis capturados mencionados por Lady Home em sua carta de 28 de março de 1549. Lady Home escreveu a Maria de Guise "para ser uma boa princesa" ao "mouro" e aos soldados espanhóis. O padeiro quebrou o braço em 1552.
Após a Reforma Escocesa, de 1561, algumas das despesas da casa foram pagas por "terços dos benefícios" coletados dos teinds. Grande parte da produção alimentar coletada dessa maneira foi vendida, e vinho e queijo foram comprados com o produto, mas um pouco de trigo foi enviado diretamente para Maria, padeiros da Rainha da Escócia, e aveia foi levada pelo mestre da avaria, que alimentou os cavalos da rainha. John Huntar criava ovelhas e gado em Holyrood Park para alimentar a família.
Quando Mary visitou Rossdhu e o Castelo de Dumbarton em julho de 1563, o peixe foi servido no sábado, 17, incluindo dois salmões salgados, duas maruca salgada, 50 trutas e 36 solhas, cozidas em 16 libras de manteiga. O livro doméstico foi verificado e assinado por seu ex- controlador francês e chefe da família, Bartholomew de Villemore. Seu argentar e " fornecedor" doméstico, Alexander Durham, coletou uma contribuição de £ 124-10s-8d em agosto de 1564 da Abadia de Coupar Angus para as despesas de uma viagem de caça a Glen Tilt, onde seu pai James V havia sido banhado.
Um de seus cozinheiros, Estienne Hauet, aliás Stephen Hewat, e sua esposa Elles Boug continuaram a servi-la quando ela foi presa no castelo Lochleven. A comida da rainha em Lochleven era "fornecida" por James Dempsterton ou Dempster, um servo do Laird de Lochleven, enquanto Walter Cockburn fornecia a casa de seu filho pequeno James VI no Castelo de Stirling.

### James VI e Anne da Dinamarca
As ajudas de custo para a família de Jaime VI quando criança no Castelo de Stirling em 1568 foram estabelecidas pelo regente Moray. Annabell Murray, Condessa de Mar e seus servos deveriam ter:
Primeiro, 14 grandes pães diários, 1 litro de vinho, 1 litro de cerveja, 1 galão de 2 quartos de cerveja, 3 cargas de carvão por semana no inverno, ou seja, de 1 de setembro a 1 de abril, e no verão 1 1/2 cargas, meia libra de vela no inverno e no verão meio quilo de vela.

Para minha senhora e seus servos diariamente na cozinha em um dia de carne (carne), 2 "partículas" de boi, 2 aves cozidas, 2 capões assados, 3 quartos de carneiro, um cabrito, um lado de vitela "sukand", 6 galinhas ou pombas, com carne assando apenas para minha Senhora, a critério da Casa Principal, com guisados a seu critério, e nos dias de peixe tais como se referiam ao Administrador e à Casa Principal.
James VI escreveu a seus nobres e lairds pedindo doações de alimentos, principalmente carne e caça, para servir em ocasiões especiais, muitas vezes citando a honra nacional como um motivo para solicitar presentes. Ele escreveu a Robert Murray de Abercairny pedindo "veado, aves selvagens, capões alimentados" para o casamento de Henrietta Stewart e George Gordon, primeiro marquês de Huntly em julho de 1588 em Holyrood. Quando ainda esperava a chegada de sua noiva Anne da Dinamarca, em 30 de agosto de 1589 ele escreveu para pedir ao Laird de Arbuthnott e a Sir Patrick Vans de Barnbarroch que fornecessem "carne gorda, carneiro a pé, aves selvagens e veado, para serem entregues a Walter Naish, Mestre da Despensa Real ".
Quando James VI navegou para a Noruega para encontrar Anne da Dinamarca em outubro de 1589, seu navio foi abastecido com 15.000 biscoitos que custam £ 300 escocese. Havia carne de boi, carneiro, ganso salgado e ganso para assar, coelhos e capões para assar, 200 bacalhau seco, 200 maruca e 200 raia, dois barris de salmão, 24 pedras de queijo, 3 pedras de açúcar e 12 quilos de confeitaria, gengibre, pimenta, maçã, cebola, vinagre, 20 presuntos, couve e cenoura, 180 capões e aveia vivos para os alimentar, saco e vinho Madeira.
Em 19 de fevereiro de 1590, James VI escreveu de Kronborg para seu Conselho Privado, instando-os a avançar os preparativos para seu retorno, para sua "vinda de hame, se Deus quiser, atrai neire, um rei da Escócia com uma recém-casada Esposa não virá hame todos os dias, respeito não só a minha honra nisso, mas a honra de toda a nossa nação ... e especialmente desde que eu vi um exemplo tão gude neste país. Faile não nos fornecer gude Cheare, pois temos herdeiro de gude Meit e parte de Drink ".

No Castelo de Stirling, em fevereiro de 1594, oito mulheres aristocráticas ou "damas de honra" atendendo ao príncipe Henry, incluindo Annabell Murray, Condessa de Mar, Marie Stewart, Condessa de Mar, Lady Abercairny e Lady Dudhope, receberam uma mesada diária para jantar com carne e dias de pesca, incluindo:
No dia da carne ao primeiro serviço, um bife, dois pedaços de carneiro ensopado, uma galinha cozida, com seis pratos de guisado. Seu segundo serviço, 12 pratos de assado, a critério da Casa Principal.

O dia do peixe, 12 pratos para o primeiro serviço, viz., Ameixas (ameixas), arroz, manteiga, ovos, torradas fritas, leite e pão, grão de bico, ostras, couve verde, e sem qualquer tipo de fornecimento com outro. O segundo serviço, 8 pratos conforme a temporada rende, e para suas sobremesas, ovos, passas, confeitaria e maçãs, 8 pratos.
Como de costume, os criados da mesa das damas e outros criados foram alimentados nas sobras. Havia outra mesa para a Patroa e as mulheres que embalavam o berço, e outra para médicos e boticários, e para a parteira e outras duas.

Para a festa do batismo do Príncipe Henrique no Castelo de Stirling em agosto de 1594, Jaime VI enviou cartas a vários lairds e proprietários de terras, pedindo-lhes que enviassem "coisas rápidas" para a festa, animais vivos, especialmente veados e aves selvagens, como eles "pode ter em prontidão e sobressalente". O banquete incluiu um prato de sobremesas confeccionadas em forma de peixe por um confeiteiro flamengo, Jacques de Bousie, servido no Grande Salão em um modelo de navio com canhão de trabalho. Os peixes açucarados foram apresentados em copos fornecidos pelo sommelier da corte Jerome Bowie. O poeta William Fowler descreveu a cena, explicando que o navio carregado de açúcar representava a boa sorte do rei e da rainha em sua viagem pelo Mar do Norte e sua libertação segura da "conspiração de bruxas" e, portanto, de Netuno:
trouxe coisas que o Mar oferece, para decorar este tempo de festival com ele: que imediatamente foram entregues aos Esgotos (servidores), fora das galerias deste navio, de vidro cristalino, muito curiosamente pintado com ouro e azul, todos os tipos de peixes: como arenques, branquias, flooks (solha), ostras, fivelas (mariscos), lapas, partans (caranguejo), lapstars (lagostas), caranguejos, peixes-bico, amêijoas: com outras coisas infinitas feitas de açúcar, e mais verdadeiramente representados em sua própria forma. E enquanto o navio estava descarregando: Arion sentado no nariz da galera, que lembrava a forma de um peixe golfinho, tocava sua harpa.
Para o batismo da princesa Elizabeth em 28 de novembro de 1596, James VI enviou convites e pedidos de "carne selvagem e veado" ao conde de Rothes, Lord Lindsay e Gray, ao condestável de Dundee e aos proprietários de Balwearie, Easter Wemyss, Wester Wemyss, Torrie e Bonnyton.
Fragmentos de livros domésticos permanecem para Jaime VI e Anne da Dinamarca, cobrindo a maior parte de 1598. Eles foram preservados por muito tempo pela família do controlador, George Home of Wedderburn. Eles são escritos na língua escocesa (assim como um livro de 1512 cobrindo a comida da casa de James V quando bebê no palácio Linlithgow) e detalham a festa de casamento do pregador de Anne da Dinamarca, John Sering e Little Anna, e o visita de Ulrik, duque de Holstein. Os relatos da rainha às vezes eram assinados pelo mestre da obra, William Schaw.
A cidade ofereceu um banquete para o duque de Holstein na casa de Ninian MacMorran na corte de Riddle em 2 de maio de 1598. O cozinheiro real foi contratado e talheres e tapeçarias foram emprestados do Palácio de Holyrood. O vinho foi adoçado e temperado para fazer hipocromos por dois boticários, John Lawtie e John Clavie. Alexander Barclay, um boticário que frequentemente trabalhava para a corte, fez um vira-lata de água de rosas perfumada. Em 22 de maio de 1598, James VI bebeu a noite toda com o duque de Holstein. Em 19 de junho, seu aniversário, James VI jantou no Castelo de Crichton depois de um dia de caça às falcões.
O batismo do Príncipe Charles foi realizado em dezembro de 1600 no Palacio de Holyrood Desta vez, James VI enviou um convite e um pedido a Walter Dundas de Dundas para veado, carne selvagem, "brissel foulis" e capões. Esta seria sua contribuição ou "propino" para "grande provisão e alegria".
Anne da Dinamarca tinha uma equipe de cozinha dinamarquesa, incluindo uma cozinheira chamada Marion. James VI foi fornecido com biscoitos e bolos de aveia por Christian Lindsay, que também se acredita ter sido um poeta.

## Pesquisa acadêmica
Os registros domésticos fornecem várias datas históricas. A morte de Jaime V em 14 de dezembro de 1542 foi registrada como "Hodie dominus noster illustrissimus rex apud Falkland clausus est extremus". A morte de Maria de Guise em 11 de junho de 1560 como "Mardy unziesme jour de Juing la royne trespassa dedans le charteau d'Edinburg à l'heure de une heure apres mynuict". A hora oficial da morte da rainha viúva aparece em dois avisos contemporâneos de sua morte como uma circular do tribunal. Os primeiros historiadores e escritores de crônicas podem ter acessado os livros domésticos, que parecem ter sido mantidos dessa forma desde 1453.
A história da família, a Memória dos Somervilles, descreve um casamento "infare" no Castelo Cowthally e, algumas semanas depois, o casamento no Castelo Craignethan com a presença de James V. O autor, James Somerville citou contas de família, (agora perdidas) . No entanto, a presença do rei nesses dois eventos não aparece nos livros da casa real, lançando dúvidas sobre a narrativa e sugerindo que o rei não visitou Craignethan até julho de 1541, após a execução de seu antigo favorito, James Hamilton de Finnart. James Somerville também afirmou que James IV compareceu a um infare de casamento em Cowthally em setembro de 1489 ou 1490, e descreve a carne, o peixe e as aves fornecidas. Novamente, esta visita não parece se encaixar nos registros reais. A história da família dos Lordes Lovat do século XVII faz referência semelhante aos livros domésticos da família perdidos e à hospitalidade pródiga, e foi escrita por James Fraser de Phopachy, um neto de Simon Fraser, o chefe da 6ª casa de Lord Lovat que mantinha as contas. Essas histórias e a descrição de Pitscottie do banquete de Atholl demonstram que o fornecimento de comida em quantidade era um elemento significativo da exibição cortês e aristocrática, a ser incorporado na narração de histórias e nas lembranças das gerações posteriores.
William Bourne, um zoólogo, pesquisou e identificou algumas das aves mencionadas nos livros domésticos de James V (usando o trecho publicado em 1836). A historiadora Amy Blakeway abstraiu dados dos livros da casa real para ilustrar o aumento inflacionário dos preços no século XVI na Escócia. Blakeway também comparou os custos para testar a afirmação contemporânea do controlador David Wood de Craig de que o regente Arran gastou mais com sua casa em 1543 do que James V, que ele "haldis ane greit hous e está às custas (mais) suntuosas nem (que) umquhile (o atrasado) nosso dito senhor soberano segurou em seu tempo ". Embora 1543 possa ter sido caro para Arran, os custos nos anos posteriores foram menores.

## Mestres da Casa Real
O Mestre da Família era responsável pelo orçamento e pela compra de alimentos.
David Beaton e Harry Lindsay eram donos da casa de Anne da Dinamarca. Eles reclamaram em 1591 sobre a falta de mesadas para as refeições das damas de companhia e de outros cortesãos, incluindo Marie Stewart, que merecia um "disjeune" ou café da manhã porque era uma "tenra cria". Nessa época, várias sugestões foram feitas para reduzir os gastos de ambas as famílias com alimentação. James Hudson relatou que a mesa do rei e a da rainha "pareciam não ter sido servidas por necessidade, a rainha, sua casa e trayne são mais caras para ele do que as dele". Depois de calcular e extrapolar os custos dos alimentos, as famílias mestras foram informadas de que não deveriam ser gastos mais de £ 900 anualmente em especiarias para a rainha comprada de Andrew Quhyte, e não mais de £ 1.500 em açúcar, confeitos, amêndoas, óleo e banha fornecida por Robert Robesoun.
Titulares de escritório incluídos:
- James Anstruther
- David Beaton de Melgund
- John Campbell de Lundy
- Matthew Hamilton de Milnburn
- Patrick Hepburn, primeiro conde de Bothwell
- Patrick Hume de Polwarth
- Harry Lindsay de Carrestoun
- Patrick Lyon, 1º Lord Glamis
- Andrew Melville de Garvock
- Robert Sempill, 3º Lorde Sempill
- Bartolomeu de Villemore